# John Sankey, 1. Viscount Sankey

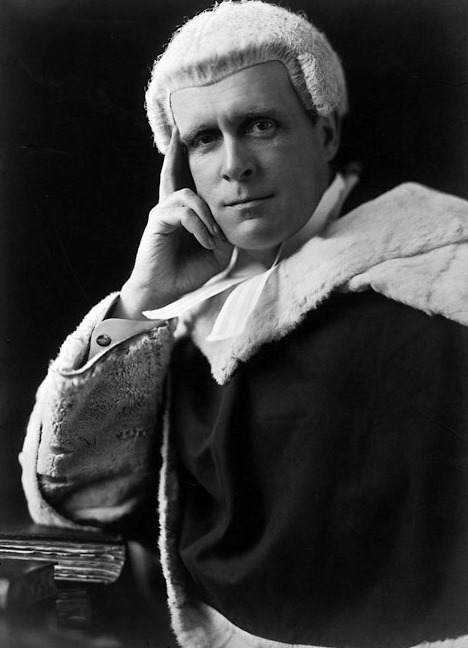
John Sankey, 1. Viscount Sankey

John Sankey, 1. Viscount Sankey GBE PC KC (* 26. Oktober 1866; † 6. Februar 1948) war ein britischer Jurist und Politiker der Labour Party, der zwischen 1929 und 1935 Lordkanzler (Lord Chancellor) war.

## Leben

### Juristische Karriere
Sankey absolvierte seine schulische Ausbildung am Lancing College, einer 1848 von Nathaniel Woodard gegründeten Privatschule, und begann danach ein Studium am Jesus College der University of Oxford, das er mit einem Master of Arts (M.A.) beendete. Ein darauf folgendes postgraduales Studium der Rechtswissenschaften am Jesus College schloss er mit einem Bachelor of Civil Law (B.C.L.) ab. Nach seiner anwaltlichen Zulassung am Middle Temple nahm er 1892 eine Tätigkeit als Barrister auf. Er wurde für seine anwaltlichen Verdienste 1909 zum Kronanwalt (King’s Counsel) sowie 1914 zum sogenannten „Bencher“ der Anwaltskammer von Middle Temple ernannt.
1914 wurde Sankey, der ebenfalls 1914 zum Knight Bachelor geschlagen worden war und fortan den Namenszusatz „Sir“ führte, zum Richter am (High Court of Justice) berufen, dem Obersten Zivilgericht für England und Wales, und war dort bis 1928 in der Kammer für Zivilsachen (King’s Bench Division) tätig. 1917 wurde er Knight Grand Cross des Order of the British Empire.
1919 leitete Sankey die durch den Coal Industry Commission Act eingesetzte Sankey-Kommission, die eine mögliche Verstaatlichung oder öffentliche Beteiligung der britischen Kohleindustrie abwägen, sowie Löhne, Arbeitszeit und -bedingungen der Bergarbeiter diskutieren sollte. Der Einsetzung ging ein Forderungskatalog mit Streikandrohung der Miners’ Federation of Great Britain (MFGB) voraus, die die Hälfte der Mitglieder der Kommission besetzen durfte. Zu den Mitgliedern gehörten unter anderem Leo Chiozza Money, Sidney Webb und Richard H. Tawney.
1928 wurde Sankey als Lord Justice of Appeal Richter an dem für England und Wales zuständigen Berufungsgericht, dem Court of Appeal, wirkte dort allerdings nur ein Jahr lang bis 1929. 1928 wurde er auch zum Mitglied des Privy Council berufen.

### Lordkanzler
Im Anschluss wurde Sankey 1929 als Nachfolger von Douglas Hogg, 1. Viscount Hailsham, Lordkanzler (Lord High Chancellor) in der Labour-Party-Regierung von Premierminister Ramsay MacDonald. Er bekleidete dieses Amt auch in der von MacDonald am 25. August 1931 gebildeten National Government bis zum 7. Juni 1935.
Nach seiner Ernennung wurde er durch ein Letters Patent vom 21. Juni 1929 als Hereditary Peer mit dem Titel Baron Sankey, of Moreton in the County of Gloucester, in den erblichen Adelsstand berufen und gehörte damit dem House of Lords an.
Als Vorsitzender des Judicial Committee of the Privy Council, damals die höchste Gerichtsinstanz für alle Gebiete des British Empire außerhalb der britischen Inseln, verfasste er 1930 die Entscheidung zum Verfahren Edwards v. Canada (Attorney General). Der auch als Persons’ Case bekannte Fall ist ein kanadisch-britisches Gerichtsurteil, das bestimmte, dass Frauen kanadische Senatorinnen werden können. Der Fall wurde von den kanadischen Famous Five – Nellie McClung, Henrietta Muir Edwards, Emily Murphy (1868–1933), Louise McKinney und Irene Parlby – angestrengt, die das Verfahren bis vor den Justizausschuss des Privy Council in London, damals die höchste Revisionsinstanz Kanadas, trugen.
Zwischen November 1930 und Januar 1931 sowie erneut zwischen September und Dezember 1931 gehörte Sankey zu den Teilnehmern an den britisch-indischen Round-Table-Konferenzen in London, die sich mit der künftigen Verfassung Indiens befassten.
Darüber hinaus wurde er durch ein Letters Patent vom 30. Januar 1932 auch Viscount Sankey, of Moreton in the County of Gloucester, erhoben.
1935 folgte ihm wiederum Douglas Hogg, 1. Viscount Hailsham, als Lordkanzler. Sankey, der auch Knight of Grace des Order of Saint John (KGStJ) war, fungierte 1936 als Schatzmeister der Anwaltskammer von Middle Temple.
Da der unverheiratete Sankey kinderlos verstarb, erloschen mit seinem Tod die Adelstitel als Viscount und Baron.

## Einzelnachweis
1. ↑  Clara Mattei: Wie Austerität die britische Revolution von 1919 ausbremste. In: Jacobin. 30. Juni 2025, abgerufen am 7. Juli 2025.

| Vorgänger            | Amt                       | Nachfolger      |
| -------------------- | ------------------------- | --------------- |
| Titel neu geschaffen | Baron Sankey 1929–1948    | Titel erloschen |
| Titel neu geschaffen | Viscount Sankey 1932–1948 | Titel erloschen |

| Personendaten    | Personendaten                                    |
| ---------------- | ------------------------------------------------ |
| NAME             | Sankey, John, 1. Viscount Sankey                 |
| ALTERNATIVNAMEN  | Sankey, John                                     |
| KURZBESCHREIBUNG | britischer Rechtsanwalt, Richter und Lordkanzler |
| GEBURTSDATUM     | 26. Oktober 1866                                 |
| STERBEDATUM      | 6. Februar 1948                                  |